# Lesbianismo político
El lesbianismo político es un fenómeno dentro del feminismo radical, principalmente dentro de la segunda ola del feminismo; incluye al feminismo lésbico, aunque no se limita solo a ello. El lesbianismo político recoge la teoría (citada por algunos como homofóbica y descartada por la OMS desde 1973) de que la orientación sexual se elige, y aboga porque las mujeres elijan ser lesbianas como forma de afrontar al machismo y escapar de una relación heterosexual.

## Intereses compartidos
A finales de la década de 1960, la nueva ola del feminismo proporcionó una plataforma para que algunas mujeres escaparan de un envoltorio percibido como sofocante de normas heterosexuales, sexualidad tradicional, matrimonio y vida familiar, una vida entendida por algunas feministas como de trabajo duro con escaso reconocimiento y dentro de sistema que subyugaba a las mujeres. Al escapar de las relaciones heterosexuales, las mujeres podrían tener la oportunidad de declararse a sí mismas como lesbianas con intereses compartidos. Como resultado, el feminismo proporcionó un entorno en el que el lesbianismo era más un asunto político que uno de dolor o sufrimiento personal.
En un sentido amplio, el lesbianismo político supone la identificación de las mujeres con las mujeres, incluyendo un rol más allá de la sexualidad pero apoyando que se evite formar una relación con los hombres. Se basa parcialmente en la idea de que las mujeres que comparten y promueven un interés común crean una energía positiva y necesaria para aumentar y elevar el rol de la mujer en la sociedad, un desarrollo que será restringido por las instituciones de la heterosexualidad y el sexismo si las ellas eligen las normas tradicionales.
A pesar de que hubo, e incluso hay en algunos sectores, cierta discriminación contra las lesbianas dentro del propio movimiento feminista, esto finalmente proporcionó una necesaria plataforma política para ellas. A su paso, también expandió e introdujo perspectivas divergentes sobre la sexualidad.

## Separatismo lésbico
El feminismo separatista es una forma de feminismo radical que sostiene que la mejor forma de oponerse al patriarcado es centrarse exclusivamente en las mujeres y las niñas. Algunas feministas separatistas no creen que los hombres puedan hacer contribuciones positivas al movimiento feminista y que incluso los hombres bien intencionados replican la dinámica del patriarcado.
Charlotte Bunch, una de las primeras integrantes de The Furies Collective, vio el feminismo separatista como una estrategia, un período de "primer paso" o una retirada temporal del activismo convencional para lograr objetivos específicos o mejorar el crecimiento personal. The Furies recomendaron que las lesbianas separatistas se relacionen "solo (con) mujeres que cortan sus lazos con los privilegios masculinos" y sugieren que "mientras las mujeres aún se beneficien de la heterosexualidad, reciban sus privilegios y seguridad, en algún momento punto tienen que traicionar a sus hermanas, especialmente a las hermanas lesbianas que no reciben esos beneficios".

## Constructos sociales de la sexualidad y críticas
Alguna teoría feminista sobre la sexualidad evitaba la fijación biológica en favor de los constructos sociales como la base de la sexualidad. Sin embargo, esta idea planteaba cuestiones sobre la sexualidad y el lesbianismo. Si la sexualidad podía ser un constructo de la naturaleza humana, entonces había poco margen para comprender la naturaleza de la formación histórica de la naturaleza humana, especialmente si la naturaleza histórica del hombre o de la mujer fomentaba la heterosexualidad. Además, si el lesbianismo se convierte en una institución social, la vía para una persona dominante en una relación puede plantear dificultades al hablar de las intenciones originales del lesbianismo político.